# Rudá jízda
Rudá jízda (rus. Конармия, konarmija, doslova Jízdní armáda) je sbírka povídek, nejznámější kniha Isaaka Babela poprvé vydaná roku 1926 (v letech 1932 a 1937 doplněna o dvě povídky). V češtině dílo vyšlo ve dvou překladech, již v roce 1928 od Julia Fučíka a A. Feldmana; a druhý dodnes využívaný pochází od Jana Zábrany. Tyto povídky vycházejí z autorových osobních zkušeností, které nabyl jakožto zpravodaj v 1. jízdní armádě maršála Semjona Buďonného během ruské občanské a polsko-sovětské války. Dílo je psáno v ich formě a autor vystupuje pod jménem Kirill Ljutov (tj. krutý).
Dílo bylo nejprve chápáno jako avantgardní, expresionistické a romantické, teprve později byla rozeznána hluboká realističnost. Jako první totiž podalo také odvrácenou podobu ruské občanské války. Ačkoliv se mezi válkami těšil Babel velké popularitě a ochraně Maxima Gorkého, byl v roce 1939 zatčen a v lednu následujícího roku popraven, za což snad z části mohla nespokojenost sovětských vůdců, kteří se občanské války účastnili, s touto knihou.